# Чубукова, Нина Васильевна
Ни́на Васи́льевна Чубуко́ва (в замужестве — Алёхина) (25 октября 1928, Алёхино, Горномарийский район, Марийская автономная область, РСФСР, СССР) — советский деятель сельского хозяйства. Бригадир полеводческой бригады № 12 колхоза «Коммунизм» дер. Сануково Горномарийского района Марийской АССР (1963—1987). Дважды кавалер ордена Ленина (1971, 1973). Депутат Верховного Совета Марийской АССР VIII созыва (1971—1975).

## Биография
Родилась 25 октября 1928 года в дер. Алёхино ныне Горномарийского района Марий Эл в крестьянской семье.
Окончила 7 классов Емелевской школы родного района, училась в Козьмодемьянском педагогическом училище.
В 1945 году начала работала в колхозе «Ким» родной деревни бригадиром, окончила курсы счетоводов, в 1952—1963 годах — счетовод этого колхоза.
В 1963—1987 годах — бригадир полеводческой бригады № 12 укрупнённого колхоза «Коммунизм» дер. Сануково Горномарийского района Марийской АССР. Бригада под её руководством собирала рекордные урожаи картофеля зерновых — по 313,7 центнера картофеля, 29,7 центнера пшеницы, 30,8 центнера ячменя с 1 гектара.
Избиралась депутатом Верховного Совета Марийской АССР VIII созыва  (1971—1975).
За достижения в сельском хозяйстве Марийской республики награждена орденом Ленина (дважды), медалями, в том числе бронзовой медалью ВДНХ (дважды) и Почётной грамотой Президиума Верховного Совета Марийской АССР. В 1967 году ей присвоено звание «Мастер высокого урожая Марийской АССР». 
В настоящее время проживает в дер. Сануково Горномарийского района Марий Эл.

## Трудовые награды
- Орден Ленина (1971, 1973)[1][2]
- Бронзовая медаль ВДНХ (26.04.1966, 1970)[1][2] — за успехи в народном хозяйстве СССР[4]
- Медаль «За доблестный труд. В ознаменование 100-летия со дня рождения Владимира Ильича Ленина» (27.03.1970)[4]
- Почётная грамота Президиума Верховного Совета Марийской АССР (22.04.1965)[1][2] — за активное участие в хозяйственном и культурном строительстве[4]